# Жаровыносливость растений
Жаровыносливость растений, или Жароустойчивость растений, — способность растительных организмов переносить высокую температуру окружающей среды (воздуха, почвы, воды) без существенных повреждений.

## Общие сведения
Среди растений наибольшая жаровыносливость наблюдается у ксерофитов (растений сухих мест), при этом некоторые виды кактусов способны выдерживать температуру до +65 °C. Среди культурных растений, являющихся мезофитами (растениями, приспособленными к развитию в условиях среднего увлажнения) максимальная температура для некоторых видов составляет +48 °C. Среди культурных растений высокой жаровыносливостью обладают кукуруза, виды проса, сорго и хлопчатника; средней — подсолнечник, виды пшеницы и ячменя; слабой — картофель, овёс и томат.
Механизмы высокой жаровыносливости растений различны. Многие ксерофиты и мезофиты выдерживают высокие температуры, повышая испарение воды через свои наружние органы (интенсифицируя транспирацию), Для жаровыносливости мезофитов и суккулентов большую роль играет повышенная вязкость цитоплазмы. Другими причинами жаровыносливости суккулентов являются пониженный обмен веществ и большое содержание связанной воды в тканях. Повышенное содержание в клетках рибонуклеиновых кислот и, как следствие, усиленный синтез белка также могут быть важными факторами высокой жаровыносливости растения.
В процессе онтогенеза жароустойчивость растений обычно меняется: к примеру, у однолетних и двулетних травянистых растений она снижается, когда начинают образовываться генеративные органы.

## Жаровыносливость культурных растений
Агротехнические приёмы для повышения жароустойчивости культурных растений часто совпадают с таковыми для повышения засухоустойчивости. Один из способов закаливания растений заключается в замачивании семян перед посевом и последующим их подсушивании; другой способ заключается в обработке семян раствором хлорида кальция. Известен метод ступенчатого закаливания проростков, который состоит из нескольких фаз: сначала растения помещают в стрессовое состояние, воздействия на них неблагоприятными факторами, затем, наоборот, помещают проростки в оптимальные условия, затем снова воздействуют неблагоприятными факторами, при этом из раза в раз увеличивая степень отрицательного воздействия (то есть усиливая состояние стресса), затем снова помещают проростки в оптимальные условия. Важно, чтобы повреждения, получаемые растениями на фазе стресса, были обратимыми, а продолжительность фазы восстановления функций была достаточно долгой. Показано, что растения, выросшие из закаленных таким способом проростков пшеницы и гороха, отличаются повышенными жароустойчивостью и засухоустойчивостью, а также повышенной регенерационной способностью.

## См. Также
- Засухоустойчивость
- Морозостойкость (ботаника)